# وحشت نکن (ترانه)
«نترس» (به انگلیسی: Don't Panic) نام آهنگی از گروه کلدپلی در سبک آلترناتیو راک است. ترانه این آهنگ توسط همهٔ اعضای گروه نوشته‌شده و آهنگ دومین آلبوم گروه با نام چترهای نجات است.

## جدول‌های موسیقی
| جدول (۲۰۰۱)                 | بهترین جایگاه |
| --------------------------- | ------------- |
| استرالیا (ای‌آرآی‌ای)         | ۵۷            |
| ایتالیا (فیمی)              | ۴۷            |
| هلند (۱۰۰ تک‌آهنگ برتر)      | ۸۳            |
| تک‌آهنگ‌های بریتانیا (اوسی‌سی) | ۱۳۰           |

## گواهینامه‌ها
| منطقه                                   | گواهی | واحد گواهی‌شده/فروش |
| --------------------------------------- | ----- | ------------------ |
| بریتانیا (بی‌پی‌آی)                       | نقره  | ۲۰۰٬۰۰۰            |
| رقم فروش+پخش جاری تنها بر پایهٔ گواهی‌ها. |       |                    |